# Ola Ullsten
Stig Kjell Olof (Ola) Ullsten (23 tháng 6 năm 1931 – 28 tháng 5 năm 2018) là chính trị gia và nhà ngoại giao người Thụy Điển. Ông là Thủ tướng Thụy Điển từ năm 1978 đến năm 1979 và lãnh đạo Đảng Nhân dân Tự do từ năm 1978 đến năm 1983. Ông trước đó còn là Phó Thủ tướng vào năm 1978 và một lần nữa từ năm 1980 đến năm 1982 và giữ chức Bộ trưởng Ngoại giao từ năm 1979 đến năm 1982.